# 関根彰人
関根 彰人(せきね あきひと、1983年11月26日 -)は、埼玉県東松山市出身の競艇選手。登録番号第4258号　身長168センチ　血液型A型　第93期　やまと勝率は3,68  同期に馬場貴也、長田頼宗、齋藤優などがいる。

## 来歴
城北埼玉高等学校卒業後、やまと競艇学校第93期養成訓練を受ける。
2003年11月7日、戸田競艇場にてデビュー(3着)。
2004年5月19日、琵琶湖競艇場にて初勝利(75走目)。
2007年7月28日、戸田競艇場にて初優出。